# Grewia gracilis
Grewia gracilis là một loài thực vật có hoa trong họ Cẩm quỳ. Loài này được (Stapf ex Ridl.) P.S. Ashton mô tả khoa học đầu tiên năm 1988.